# Georg Leire
Georg Leire, född 4 juli 1875 i Allerums församling, Malmöhus län, död 2 januari 1974 i Oscars församling, Stockholm, var en svensk ingenjör.
Georg Leire var son till lantbrukare Johannes Jönsson och Kerstin Persdotter. Han avlade examen vid Chalmers tekniska institut 1898 och vid Technische Hochschule i Berlin 1902. Han var anställd hos Sulitelma kopparverk i Norge 1898–1899, hos Siemens & Halske i Stockholm 1899–1901, samma firma i Charlottenburg 1902–1903, i olika elektriska firmor i USA 1903–1905, Siemens & Halske i Helsingfors 1905–1906, chef för ingenjörsbyrå Zitting & C:is elektriska avdelning i Helsingfors 1906–1913, grundare av och verkställande direktör i Allmänna Elektriska AB i Finland 1914–1919 och verkställande direktör i Svenska Turbinfabriks AB Ljungström 1919–1941. 
Georg Leire byggde kraft- och elektricitetsverk i Finland. Han var medarbetare i en del tekniska tidskrifter i USA och Finland samt avdelningschef i statens industrikommission från 1939. 